# Lycorina vanessae
Lycorina vanessae là một loài tò vò trong họ Ichneumonidae.